# Северинувка (Парчівський повіт)
Северинувка (пол. Sewerynówka) — село в Польщі, у гміні Семень Парчівського повіту Люблінського воєводства.
Населення — 160 осіб (2011).
У 1975-1998 роках село належало до Білопідляського воєводства.

## Демографія
Демографічна структура станом на 31 березня 2011 року:
|          | Загалом | Допрацездатний вік | Працездатний вік | Постпрацездатний вік |
| -------- | ------- | ------------------ | ---------------- | -------------------- |
| Чоловіки | 75      | 14                 | 42               | 19                   |
| Жінки    | 85      | 14                 | 40               | 31                   |
| Разом    | 160     | 28                 | 82               | 50                   |